# Give Me the Fear
Give Me the Fear è l'album d'esordio della rock band britannica Tokyo Dragons, pubblicato il 25 ottobre 2005.

## Tracce
1. What the Hell
2. Get 'Em Off
3. Do You Wanna
4. Come On Baby
5. Let It Go
6. Johnny Don't Wanna Ride
7. Teenage Screamers
8. Ready or Not
9. Burn On
10. Rockin' the Stew
11. Chasing the Night

## Formazione
- Steve Lomax - voce, chitarra
- Mal Bruk - chitarra, cori
- Mathias Stady - basso
- Phil Martini - batteria, cori